# Blind Shaft
Blind Shaft (Mang Jing) è un film del 2003 diretto da Yang Li.